# بالچ اسپرینگز (تگزاس)
بالچ اسپرینگز، تگزاس(به انگلیسی: Balch Springs, Texas) شهری در ایالت تگزاس از ایالات جنوبی ایالات متحده آمریکا است. در سرشماری سال ۲۰۰۰، جمعیت این شهر ۱۹۳۷۵ نفر اعلام شد.